# Canhão Pontiac M39
O Pontiac M39 é um canhão revólver desenvolvido pela Springfield Armory para a Força Aérea dos Estados Unidos após a Segunda Guerra Mundial. É um canhão antiaéreo empregado em aeronaves.

## Desenvolvimento
Seu design é baseado no alemão Mauser MG 213 e foi utilizado do fim da década de 40 até o início da década de 70. Este design inspirou o britânico ADEN e o francês DEFA, mas o Pontiac M39 utiliza um menor calibre para atingir uma maior cadência de tiro. 
Foi utilizado no F-86 Sabre, F-100 Super Sabre, F-101 Voodoo e no F-5 Freedom Fighter. Os modelos F-5E Tiger II usam a versão M39A2 com 280 projéteis por arma.

## Especificações
- Tipo: cano único
- Calibre: 20 mm x 102
- Operação: revólver
- Peso: 81 kg
- Taxa de tiro: 1.500 disparos por minuto
- Velocidade do Projétil: 1,030 m/s
- Peso da munição: 101 g